# The Conversation (album)
Pour les articles homonymes, voir The Conversation.
Albums de Texas
The BBC Sessions
(2007) Texas 25 (en)
(2015)
Singles
1. The Conversation
Sortie : mars 2013
2. Detroit City
Sortie : août 2013
3. Dry Your Eyes
Sortie : novembre 2013

The Conversation est le huitième album studio du groupe Texas sorti le 20 mai 2013.
Plusieurs chansons sont composées en collaboration avec Richard Hawley. Bernard Butler intervient sur le morceau Big World.
L'édition Deluxe comporte un deuxième CD live enregistré en Écosse.

## Liste des titres
| No  | Titre                    | Auteur                                                                          | Durée |
| --- | ------------------------ | ------------------------------------------------------------------------------- | ----- |
| 1.  | The Conversation         | - Sharleen Spiteri - Johnny McElhone - Karen Overton - Amanda Ghost - Ian Dench | 2:44  |
| 2.  | Dry Your Eyes            | - Spiteri - McElhone - Richard Hawley                                           | 2:41  |
| 3.  | If This isn't Real       | - Spiteri - McElhone - Overton - Jack McElhone                                  | 3:17  |
| 4.  | Detroit City             | - Spiteri - McElhone - Overton - Robert Hodgens                                 | 3:42  |
| 5.  | I Will Always            | - Spiteri - McElhone - Hawley                                                   | 2:26  |
| 6.  | Talk About Love          | - Spiteri - McElhone - Hawley                                                   | 3:28  |
| 7.  | Hid From the Light       | - Spiteri - McElhone - Hawley                                                   | 3:32  |
| 8.  | Be True                  | - Spiteri - McElhone - Hawley                                                   | 3:15  |
| 9.  | Maybe I                  | - Spiteri - McElhone - Hawley                                                   | 2:38  |
| 10. | Hearts Are Made to Stray | - Spiteri - McElhone - Overton                                                  | 2:45  |
| 11. | Big World                | - Spiteri - McElhone - Bernard Butler - Overton                                 | 3:21  |
| 12. | I Need Time              | - Spiteri - McElhone - Hawley                                                   | 3:20  |

| 13. | Where Do You Go | 3:43 |

| 1.  | I Don't Want a Lover | 5:33 |
| 2.  | Summer Son           | 4:09 |
| 3.  | Halo                 | 3:53 |
| 4.  | In Demand            | 4:22 |
| 5.  | The Conversation     | 3:06 |
| 6.  | When We Are Together | 3:55 |
| 7.  | In Our Lifetime      | 4:06 |
| 8.  | Say What You Want    | 3:45 |
| 9.  | Black Eyed Boy       | 4:03 |
| 10. | Inner Smile          | 4:22 |

## Musiciens
- Sharleen Spiteri : guitare, chant, chœurs
- Ally McErlaine : guitare
- Johnny McElhone : basse
- Eddie Campbell : claviers
- Tony McGovern : guitare
- Ross McFarlane : batterie
- Michael Bannister : claviers additionnels
- Jack McElhone : claviers et guitares additionnels
- Little Barrie Cadogan et Ross Hamilton : guitares additionnelles
- Euan Burton : contrebasse
- Fiona Johnson : cordes
- Karen Overton : chœurs
- Bernard Butler : guitare et piano sur Big World
- Maka Sakamoto : batterie sur Big World
- Sally Herbert : cordes sur Big World

## Classements hebdomadaires
| Classement (2013)             | Meilleure place |
| ----------------------------- | --------------- |
| Allemagne (Media Control AG)  | 38              |
| Belgique (Flandre Ultratop)   | 5               |
| Belgique (Wallonie Ultratop)  | 7               |
| Écosse (OCC)                  | 3               |
| Espagne (Promusicae)          | 21              |
| France (SNEP)                 | 8               |
| Norvège (VG-lista)            | 27              |
| Pays-Bas (Mega Album Top 100) | 46              |
| Royaume-Uni (UK Albums Chart) | 4               |
| Suède (Sverigetopplistan)     | 51              |
| Suisse (Schweizer Hitparade)  | 7               |

## Certifications
| Pays              | Certification | Unités certifiées |
| ----------------- | ------------- | ----------------- |
| France (SNEP)     | Platine       | 100 000           |
| Royaume-Uni (BPI) | Or            | 100 000           |